# Göran Petterson (1898–1968)
Karl Göran Petterson, född 24 maj 1898 i Rudskoga församling, Värmlands län, död 22 december 1968 i Degerfors, var en svensk journalist och politiker (socialdemokrat).
Pettersson var till yrket järnsynare och bodde i Degerfors. Han var ledamot av riksdagens andra kammare från 1941 i valkretsen Örebro län.